# 2024 în artă
← 2021 în artă — 2022 în artă — 2023 în artă ——  2024 în artă  —— 2025 în artă — 2026 în artă — 2027 în artă →
2023 în artă implică o serie de evenimente:

## Evenimente

### Evenimente artistice oriunde
- Februarie -

- Martie -

- Aprilie -
  - 29 aprilie -

## Premii

### Premii oriunde
- Premiul Archibald -
- Premiul Artes Mundi -
- Premiul Henry Hope Reed pentru artă și design clasic –
- Premiul Hugo Boss –
- Premiul John Moores Painting -

## Decese
- 1 ianuarie
- 31 ianuarie
- 6 februarie  —
- 10 martie —
- 3 septembrie —
- 10 septembrie —
- 3 noiembrie —
- 15 noiembrie –

## Galerie de imagini
- Lucrări reprezentative